# Cratere Hardaway
Hardaway è un cratere sulla superficie di Plutone.